# Meseta Marokańska
Meseta Marokańska – wyżyna w Maroku, leżąca na północny zachód od Atlasu Średniego. W zachodniej części wyżyny średnia wysokość wynosi ok. 200 m n.p.m., natomiast w części wschodniej ok. 1500 m n.p.m. Na południu porośnięta jest roślinnością półpustynną, na północy występują resztki lasów dębowych. Znajdują się tam bogate złoża fosforytów.